# José Ramón Beloki
José Ramón Beloki Guerra (Legazpia, 13 de enero de 1947) es un periodista y político nacionalista vasco.
Fue entre 2004 y 2011 miembro del Congreso de los Diputados en por Guipúzcoa con el Partido Nacionalista Vasco, ocupando durante la IX Legislatura (2008-11) el cargo de secretario segundo del Congreso.

## Biografía
José Ramón Beloki nació en 1947 en la localidad de Legazpia en Guipúzcoa. En su juventud cursó estudios primarios y de bachillerato en diversos colegios de los franciscanos (Aránzazu, Forúa, Zarauz, Olite). Posteriormente cursó 3 años de Filosofía y 2 de Teología con los franciscanos, aunque no tomó finalmente la carrera sacerdotal. Completó su formación estudiando Ciencias Empresariales en la Universidad de Deusto durante 3 años, aunque abandonó esta carrera sin llegar a licenciarse. Durante el franquismo militó en el sindicato clandestino nacionalista ELA-MSE. En el plano personal está casado y tiene dos hijas.

### Comienzos en el periodismo
José Ramón Beloki comenzó su carrera como profesional de los medios de comunicación. Su actividad laboral comienza en 1970 cuando entra a trabajar en Radio Popular de San Sebastián como jefe de administración, pasando en 1971 a ser locutor-programador de esta emisora de radio, dando de esta manera sus primeros pasos en el mundo del periodismo. En 1974 pasa a trabajar en la emisora Radio San Sebastián de la SER como editor, locutor y responsable de la programación en euskera. En 1977 fue uno de los promotores de la primera edición de la fiesta Kilometroak en favor de las ikastolas de Guipúzcoa.
Entre 1980 y 1983 vuelve a trabajar para Radio Popular de San Sebastián como director de informativos y subdirector, mientras ejerce también como corresponsal del diario El País.

### Primeros cargos políticos
A partir de 1983 su trayectoria laboral adquiere un tinte político acusado tras ser nombrado Jefe de Gabinete de Comunicación del Gobierno Vasco y del lehendakari Carlos Garaikoetxea (entonces del PNV). Entre 1984 y 1985 es nombrado Director del Área de Comunicación del Centro para el Desarrollo de la Empresa de San Sebastián. En 1985 es nombrado a su vez director de informativos de EITB, la radiotelevisión pública vasca, cargo que ejerce hasta 1990. Entre 1990 y 1991 fue subdirector del diario nacionalista Deia (afín al PNV), responsable de su edición de Guipúzcoa y analista político en sus páginas; trabajo que compatibilizó con la presentación de un programa de debate en la ETB1 llamado Ezbaia. Durante este periodo fue también asesor del departamento vasco de Cultura para la puesta en marcha de un diario en euskera, que finalmente no se creó.

### Diputación Foral de Guipúzcoa
Entre 1991 y 2004 la labor profesional de José Ramón Beloki estuvo ligada a la Diputación Foral de Guipúzcoa. En 1991 entró como Jefe de Gabinete de Eli Galdós, Diputado General de Guipúzcoa elegido en aquel año. José Ramón Beloki se mantuvo en ese cargo durante dos legislaturas, hasta 1999 siguiendo en el cargo tras la llegada de Román Sudupe Olaizola en 1995. En 1999 fue nombrado por Sudupe Diputado de Economía y Turismo y en 2003 Joxe Joan González de Txabarri le nombró Diputado de Ordenación y Administración del Territorio, cargo que dejó para presentarse como candidato del PNV al Congreso.

### Congreso de los Diputados
Encabezando la lista del PNV por Guipúzcoa fue elegido Diputado en las Elecciones generales españolas (2004). En las Elecciones generales españolas (2008) repitió como cabeza de lista y revalidó su escaño. Destacar que tras estas últimas elecciones fue elegido para desempeñar el cargo de secretario segundo en la Mesa del Congreso.
En septiembre de 2011 anunció que no se presentaría a la reelección y que iba a abandonar la política. Pesaron en esta decisión motivos de índole personal y un cierto hastío con la situación política actual.
Es coautor con los también políticos Iñaki Anasagasti y Josu Erkoreka del libro Somos vascos.
| Predecesor: Celia Villalobos | Secretario segundo del Congreso de los Diputados de España 2008-2011 | Sucesor: María del Carmen Silva Rego |